# XOX-Theater Kleve

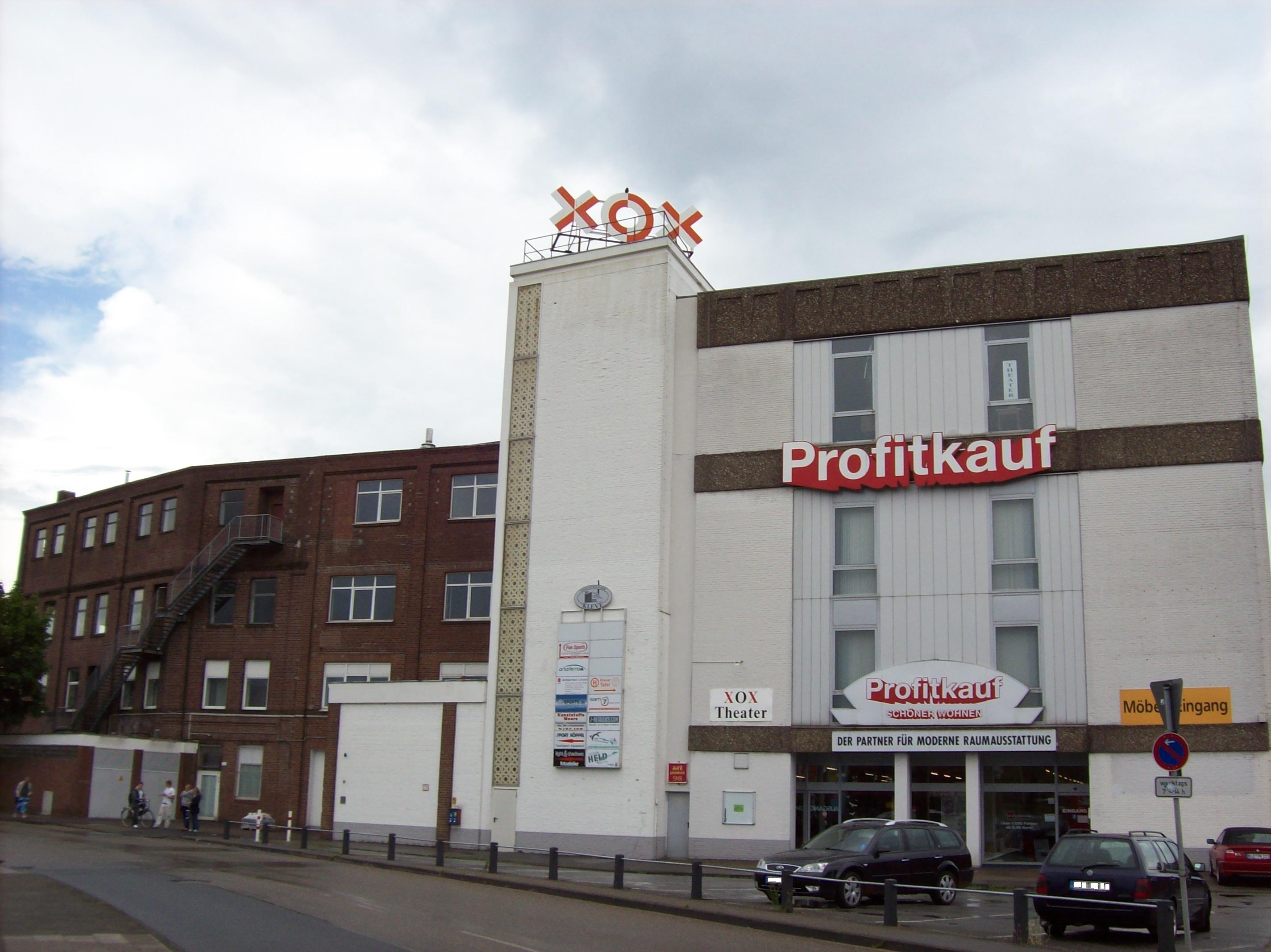
Das XOX-Theater im 3. Stock des alten Fabrikgebäudes der XOX

Das XOX-Theater ist ein freies Theater im ehemaligen Fabrikgebäude der XOX-Biskuit-Fabrik in Kleve-Kellen. Das Gebäude steht unter Denkmalschutz. Nach der Schließung der Keksfabrik im Jahre 1977 wurden Teile des Gebäudes als Lager oder Ladenfläche genutzt, 1997 wurde dort von elf Klever Theaterfreunden auch das 600 m² große Theater mit rund 100 Sitzplätzen und einem Foyer gegründet. Das XOX-Theater ist in der Region das einzige Theater mit einem eigenen Ensemble.
Im XOX-Theater werden neben Eigenproduktionen auch Gastspiele, Lesungen, Workshops und Konzerte durchgeführt.
Die Theater-Arbeit wird finanziell und organisatorisch von einem gemeinnützigen Förderverein unterstützt.
Das Theater ist Schöpfer und Veranstalter des alljährlichen Festivals „Klever XOX-Sommertheater“, das seit 2002 an städtischen Orten wie dem Innenhof der Schwanenburg, dem Vorplatz der Unterstadtkirche oder dem Klever Fischmarkt stattfindet. Dazu werden auch prominente Theaterschaffende von außerhalb eingeladen. Die Veranstaltung wird vom Landschaftsverband Rheinland (LVR) gefördert.
2003 erhielt das XOX-Theater für seinen Beitrag zum Kulturleben der Region den Johann-Moritz-Kulturpreis der Stadt Kleve.
Von November 2013 bis September 2014 wurde das Theater von der Stadtverwaltung Kleve wegen der – nach einem Umbau – nicht mehr aktuellen Baugenehmigung und wegen brandschutztechnischen Nachrüstungsbedarfs geschlossen.

## Rezeption
2008 brachte das Theater Bash – Stücke der letzten Tage des amerikanischen Autors Neil LaBute auf die Bühne, das die Rheinische Post wegen seiner „großen, unter die Haut gehenden Monologe“ lobte. Einem Pantomime-Workshop des Berliner Duos Mimusen widmete das von der Westdeutschen Allgemeinen Zeitung und dem WDR gemeinsam betriebene Web-Portal DerWesten 2008 eine Reportage unter dem Titel Das kleine Einmaleins der großen Kunst.